# Naminatha

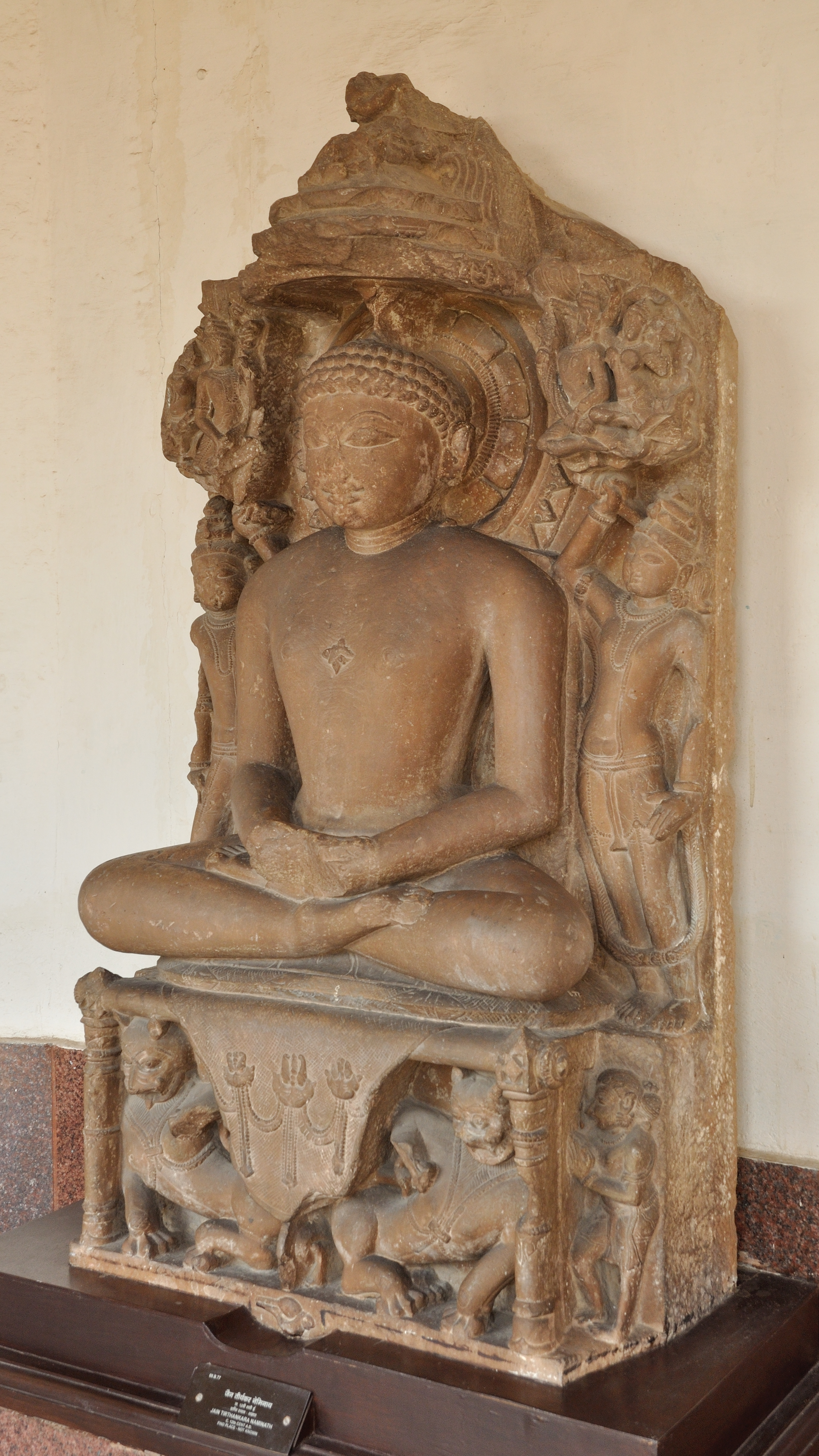
Estatua de Naminatha en el Museo de Mathura.

Naminatha fue el vigésimo primer tirthankara jainista del presente ciclo de medio tiempo, Avsarpini. Nació del rey Vijaya y la reina Vipra de la dinastía Ikshvaku. El rey Vijaya era el gobernante de Mithila en ese momento. Naminatha vivió durante 10.000 años. Cuando Naminatha estaba en el vientre de su madre, Mithila fue atacada por un grupo de poderosos reyes. El aura de Naminatha obligó a todos los reyes a rendirse al rey Vijaya.